# 印西市立木下小学校
印西市立木下小学校（いんざいしりつ きおろししょうがっこう）は、千葉県印西市木下にある公立小学校。

## 概要
印西市の北部に位置し、近くに利根川が流れる。

## 沿革
- 1885年（明治18年）3月 - 県令の指示に従い本校小林・大森分校を設立する。
- 1889年（明治22年）9月 - 大森分校を本校と分離する。
- 1901年（明治34年）5月17日 - 校舎新築現在位置に移転する（創立記念日とする）。
- 1939年（昭和14年）11月 - 新校舎落成式を挙行する。
- 1941年（昭和16年）4月 - 木下町立木下小学校と改称する。
- 1954年（昭和29年）4月 - 小林分校を本校より独立（木下町立小林小学校となる）。
- 1954年（昭和29年）12月 - 印西町立木下小学校と改称する。
- 1996年（平成8年）4月1日 - 市制施行にともない印西市立木下小学校と改称する。

## 学区
印西市竹袋、別所、宗甫、木下東一丁目、木下東二丁目、木下東三丁目、木下東四丁目、木下南一丁目及び木下南二丁目の全部の区域並びに木下及び平岡の各一部の区域

## 進学
- 印西市立印西中学校